# 국도 제132호선 (일본)

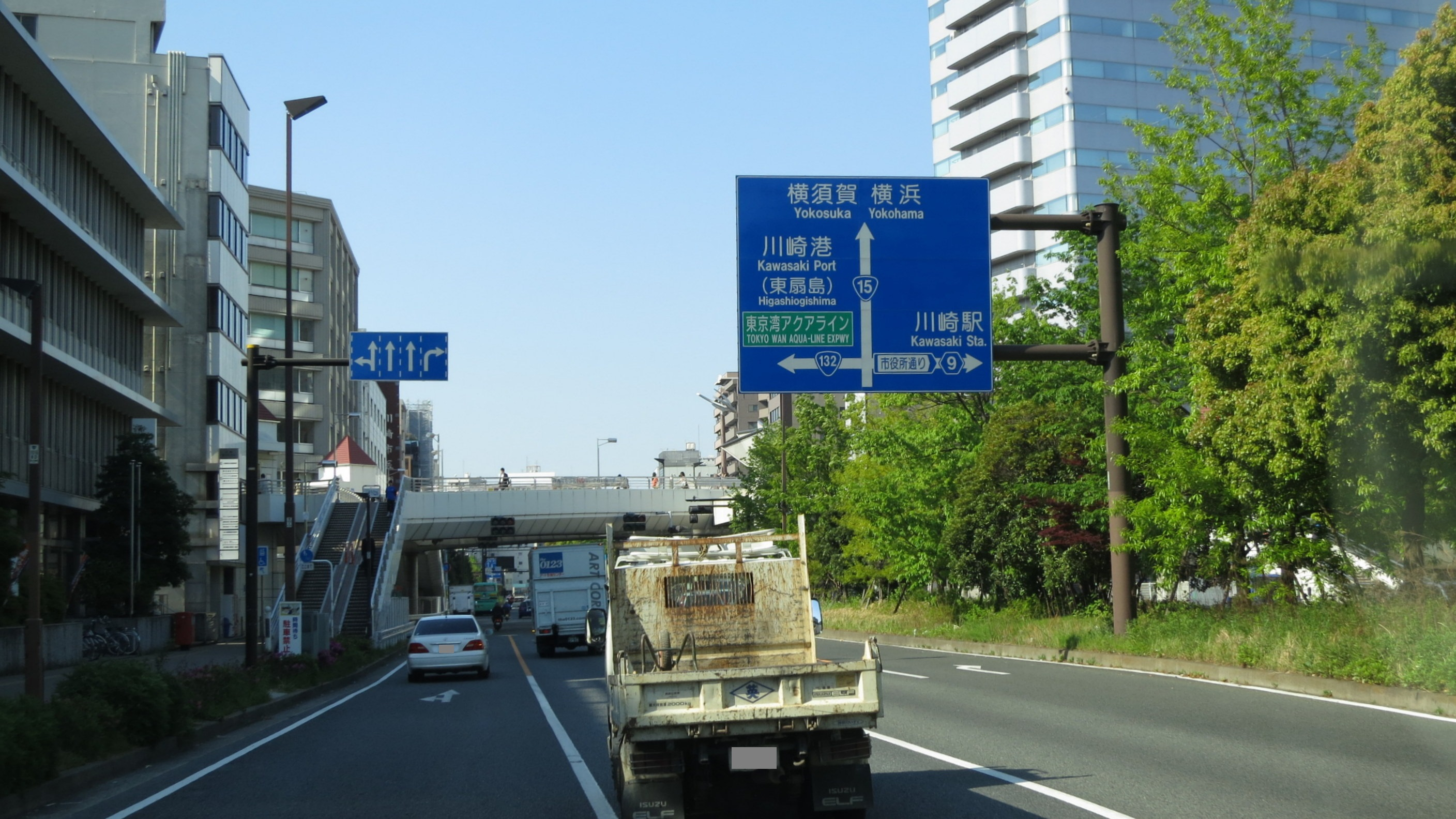
132번 국도의 종점.
가나가와현 가와사키시 가와사키구의 미야마에정 교차점 일대.

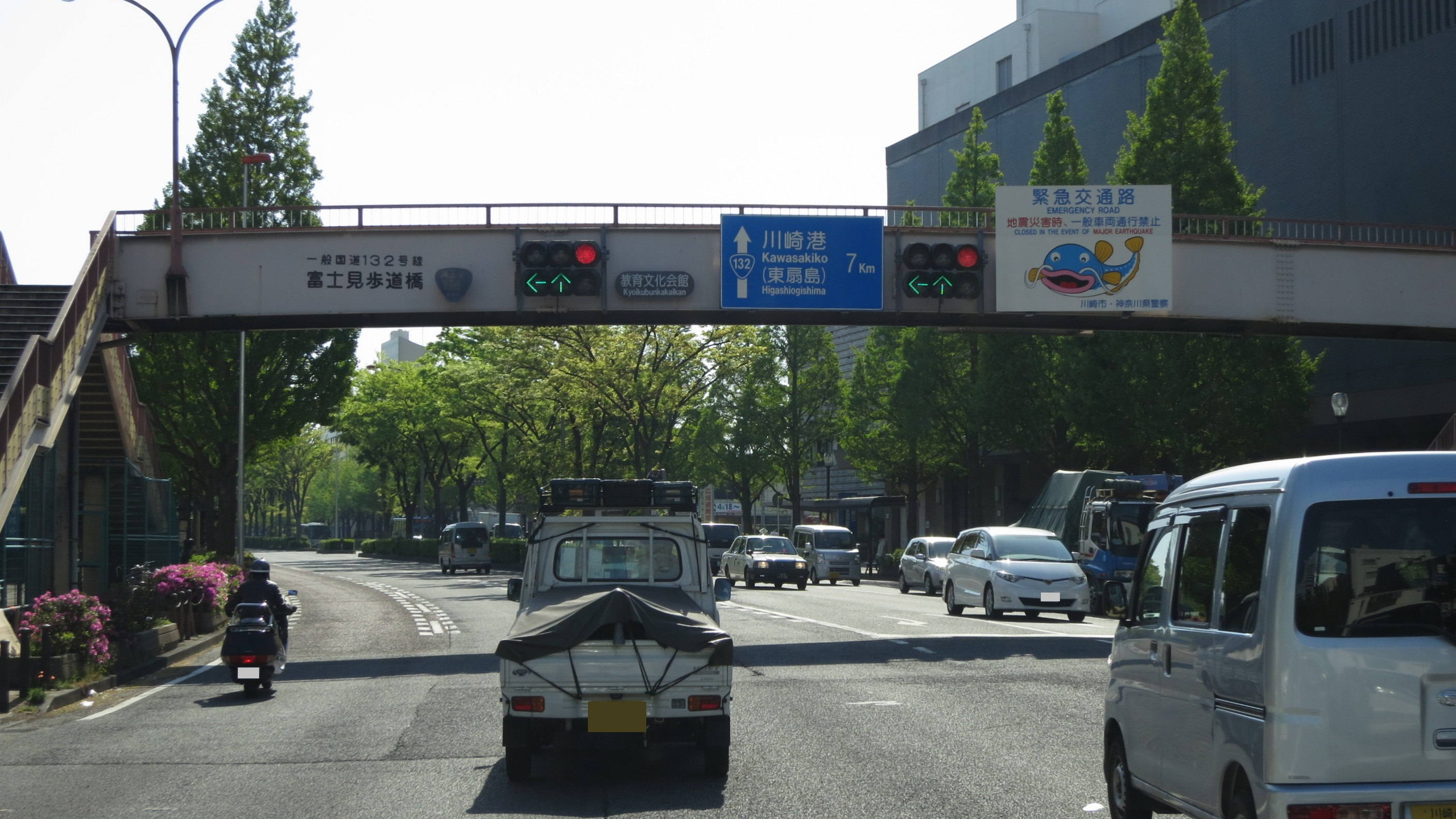
가나가와현 가와사키시 가와사키구 부근 지역.

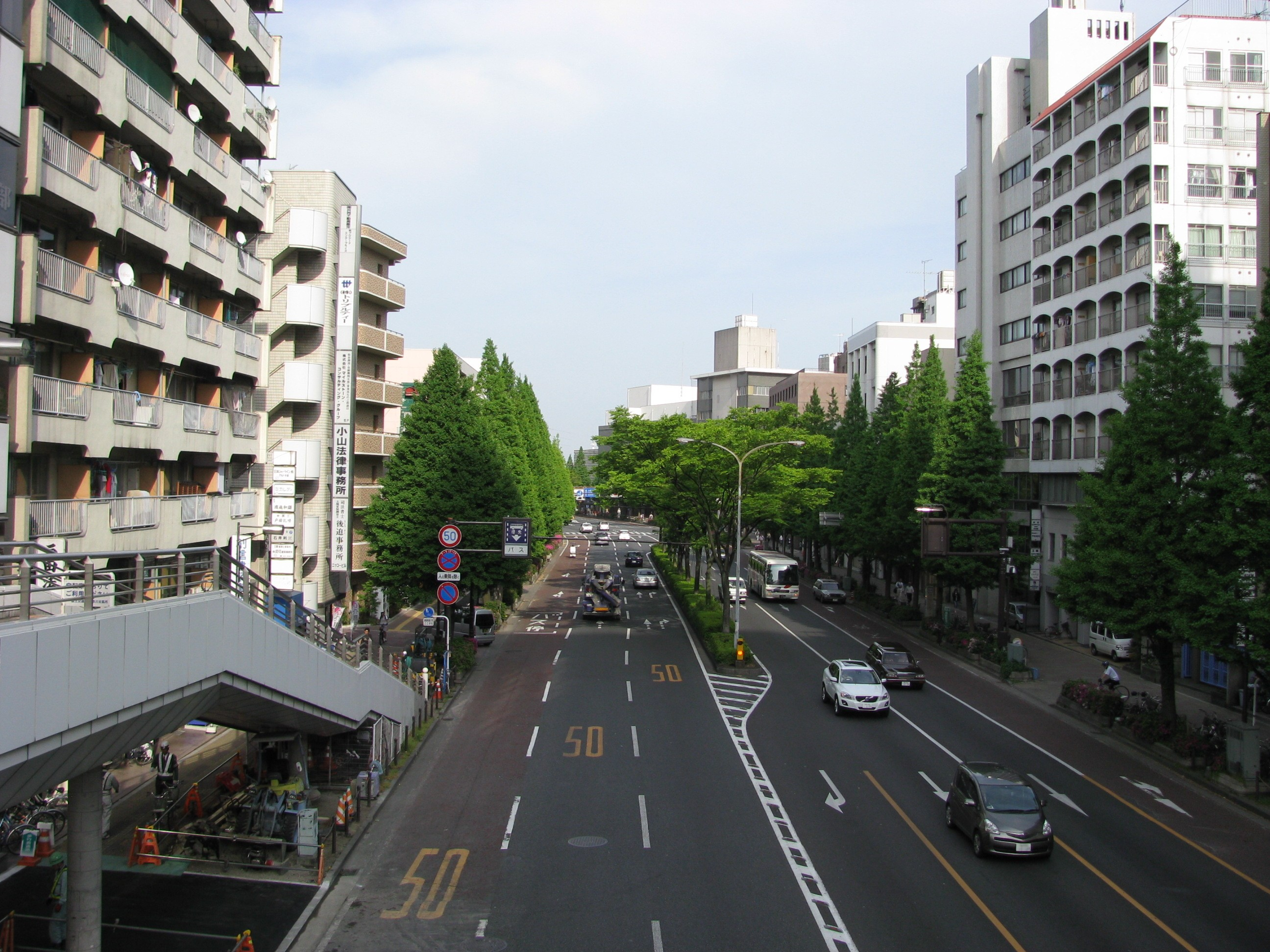
132번 국도
가와사키구 미야마에정 교차점 부근 지역.
해당 내용은 2010년 5월 8일 촬영.

일본 132번 국도(일본어: 国道132号→국도 132호)는 가나가와현 가와사키시 가와사키구의 가와사키항과 미야마에정 교차로를 서로 오가는 일반 국도 노선이다. 그러나 이 국도 노선도 국도 131호선과 동일하게 미나토 국도로 분류한다.

## 연혁
- 1953년 5월 18일: 2급 국도 제132호선인 가와사키항선(가와사키항~가와사키시 가와사키구)으로 지정되어 시행.
- 1965년 4월 1일: 도로에 관한 법률이 개정되자, 1·2급의 구분이 각각 없어지고, 이와 동시에 일반 국도 제132호선으로 다시 지정됨과 동시에 시행.

## 지리
- 통과하는 지자체: 유일하게도 가나가와현 가와사키시 가와사키구가 유일하다.
- 연결 가능한 도로: 유일하게 15번 국도가 이 도로와 연결된다.